# La Chapela de Vegena
La Chapela aus Sents (en francès La Chapelle-aux-Saints) és un municipi francès situat al departament de la Corresa i a la regió de la Nova Aquitània.

## Demografia
| 1962                                       | 1968 | 1975 | 1982 | 1990 | 1999 | 2007 |
| ------------------------------------------ | ---- | ---- | ---- | ---- | ---- | ---- |
| 206                                        | 221  | 217  | 206  | 179  | 166  | 203  |
| Des de 1962: població sense dobles comptes |      |      |      |      |      |      |

## Administració
| Període   | Identitat         | Partit |
| --------- | ----------------- | ------ |
| 2005-2008 | Denys Mézard      |        |
| 2008-     | Georges Chastanet |        |